# Krystyna Kacperczyk
Krystyna Barbara Hryniewicka, po mężu Kacperczyk (ur. 13 października 1948 w Kętrzynie) – polska lekkoatletka, sprinterka i płotkarka. Olimpijka z Monachium (1972).

## Kariera sportowa
Zawodniczka KS Puszcza Hajnówka, Jagiellonii Białystok i Skry Warszawa.  Wychowanka trenera Witolda Łapińskiego (KS Puszcza), podopieczna trenerów: Zbigniewa Dondziłły, Andrzeja Siennickiego {Jagiellonia Białystok} i Bogusława Wolwowicza (Skra Warszawa). Dwukrotnie poprawiała rekord świata na 400 m ppł: 56.51 (13 lipca 1974 w Augsburgu) i 55.44 (18 sierpnia 1978 w Berlinie Zachodnim). Zdobyła brązowy medal mistrzostw Europy w Pradze (1978) w sztafecie 4 × 400 m oraz dwa brązowe medale w sztafecie 4 × 2 okrążenia podczas halowych mistrzostw Europy (Rotterdam, 1973; Katowice, 1975). Polska sztafeta 4 × 400 m wywalczyła również 3. miejsce podczas finału Pucharu Europy w Helsinkach (1977). 
23-krotna rekordzistka kraju (bieg na 400 m, bieg na 800 m, bieg na 400 m przez płotki, sztafeta 4 × 400 m) i 8-krotna mistrzyni Polski: w biegu na 400 m, 400 m pł i sztafecie 4 × 400 m (w tym 2-krotna mistrzyni kraju w hali na 400 m}. W rankingu Track & Field News uplasowała się w biegu na 400 m pł w 1977 i 1978 na piątych pozycjach.
Na mistrzostwach Polski seniorów na otwartym stadionie zdobyła czternaście medali, w tym sześć złotych oraz osiem srebrnych: w biegu na 400 m – złoto (4-krotnie), srebro (3-krotnie); w biegu na 400 m przez płotki – złoto i 2 razy srebrne: w biegu sztafetowym na 400 m – złoto i 3 razy srebrne medale.
  Zdobywczyni pięciu medali na halowych mistrzostwach Polski w biegu na 400 m – 2-krotnie złoto (1974, 1978); 3-krotnie brąz (1973, 1975, 1977).

## Rekordy życiowe
- dwukrotna rekordzistka świata na 400 m pł – 56,51 (13 lipca 1974 Augsburg) i 55,44 (18 sierpnia 1978 Berlin Zachodni[4][5].

| Konkurencja                | Data i miejsce                                                | Wynik          |
| -------------------------- | ------------------------------------------------------------- | -------------- |
| bieg na 100 metrów         | 11 maja 1974(dts), Split 2 czerwca 1974(dts), Warszawa        | 11.7 (r) 11,98 |
| bieg na 200 metrów         | 28 sierpnia 1974(dts), Warszawa 2 czerwca 1974(dts), Warszawa | 23.8 (r) 24.06 |
| bieg na 400 metrów         | 4 sierpnia 1978, Brescia                                      | 51.78          |
| bieg na 800 metrów         | 15 września 1978, Londyn                                      | 1.59.78        |
| bieg na 400 m przez płotki | 18 sierpnia 1978, Berlin Zach.                                | 55.44          |

r – pomiar ręczny

## Życie prywatne
Córka Kazimierza i Genowefy Niebrzydowskiej, ukończyła IX Liceum Ogólnokształcące (obecnie I LO) w Hajnówce (1966). W 1969  rozpoczęła studia w warszawskiej AWF (absolwentka z 1975), trenując jednocześnie w warszawskiej Skrze. Mąż – Ryszard Kacperczyk, ma dwóch synów, Mariusza i Dariusza. Mieszka w USA. Działa w Radzie PKOl w Chicago i Polish-American Runners Club Chicago.